# Zygmunt Czerwiński
Zygmunt Julian Czerwiński herbu Lubicz (ur. 4 lutego 1885 w Olchowcu Wielkim, zm. 1940 w ZSRR) – polski ziemianin, urzędnik, burmistrz Ołyki, działacz społeczny, szambelan papieski, ofiara zbrodni katyńskiej.

## Życiorys
Urodził się w Olchowcu Wielkim k. Kamieńca Podolskiego jako syn Kazimierza Ignacego h. Lubicz (1859–1942) i Zofii Karoliny Mniszek z Bużenina h. Poraj (1863–1949). Urodził się w ósmym pokoleniu rodu Czerwińskich na Wołyniu, przebywających na tych ziemiach od XVI wieku. Był najstarszym z ośmiorga dzieci Kazimierza i Zofii, jego rodzeństwem byli: Irena (ur. 1886), Kazimierz (1888–1926), major kawalerii, kawaler Orderu Virtuti Militari, Natalia (ur. 1890), Zofia (ur. 1892), Paweł (1895–1962), dyplomata, Janina (zm. 1919), Maria (zmarła w dzieciństwie).
Ukończył szkołę realną w Odessie, po czym kształcił się w Akademii Handlowej w Antwerpii oraz w École libre des sciences politiques (Wolna Szkoła Nauk Politycznych) w Paryżu.
11 czerwca 1913 jego żoną została Maria Grocholska (1890–1946) z Grabowa h. Syrokomla (1890–1946) i w 1914 zamieszkał z nią w Podbereziu (powiat łucki na Wołyniu), którego właścicielem był jej ojciec, Marian Grocholski. Dziećmi Zygmunta i Marii Czerwińskich byli: Julian (1914–1991, komandor Marynarki Wojennej, dowódca ORP „Iskra”, obrońca Helu, pisarz, tłumacz, publicysta), Wanda (1915–1993), żona Stanisława Chłapowskiego, Ewelina (1916–1999), żona Maurice’a Tourniera, Antoni (1918–1944), Janina (1920–2009), żona Józefa Bielaka, Aleksander (1924–2012).
W 1918 Zygmunt Czerwiński został wybrany na stanowisko wiceprezesa organizacji ziemiańskiej „Rado Pomoc” w Żytomierzu. W tym samym roku został wyznaczony do funkcji tłumacza dyplomatycznego przy hr. Andrault de Langeron. Podczas wojny polsko-bolszewickiej służył jako tłumacz francuskiego generała, Léanri, z 6 Armii.
W 1920 otrzymał tytuł szambelana papieskiego dworu, nadany przez papieża Benedykta XV, a po jego śmierci godność tę dla Zygmunta Czerwińskiego potwierdził papież Pius XI. Pracował i działał w Łucku. W 1921 w tym mieście został wiceprezesem Powiatowego Związku Ziemian, a w 1923 wybrany prezesem, pozostając na tym stanowisku w kolejnych latach, w 1923 został wiceprezesem reaktywowanego Wołyńskiego Towarzystwa Rolniczego. W 1923 został powołany do Wołyńskiego Koła Pracy „Młodych Ziemian”, w ramach którego w 1924 został wybrany prezesem sądu koleżeńskiego. W 1924 i w 1928 był wybierany przez sejmik łucki na członka wydziału powiatowego w Łucku. W 1926 zasiadł w trzyosobowym składzie sędziowskim przy Związku Ziemian Wołynia. Został mianowany zastępcą członka Okręgowej Komisji Ziemskiej przy Wołyńskim Okręgowym Urzędzie Ziemskim. W 1928 został wybrany członkiem Wydziału Wojewódzkiego i Rady województwa wołyńskiego. 9 stycznia 1930 został mianowany przez ministra sprawiedliwości Feliksa Dutkiewicza na trzyletnią kadencję sędziego honorowego przy sądzie okręgowym w Łucku. Był członkiem Komisji Dyskontowej Banku Polskiego. Należał do Wołyńskiego Towarzystwa Przyjaciół Nauk. W latach 30. sprawował urząd burmistrza Ołyki. 30 grudnia 1935 został wybrany członkiem Wojewódzkiej Rady Wodnej. U kresu istnienia II Rzeczypospolitej w latach 30. XX wieku sprawował stanowisko nadzorcy zatrudnionego w Okręgowym Urzędzie Ziemskim w Łucku.
Po wybuchu II wojny światowej i agresji ZSRR na Polskę z 17 września 1939 został aresztowany przez funkcjonariuszy NKWD w Ołyce. Od lutego 1940 był więziony w Łucku. Na wiosnę 1940 został zamordowany przez NKWD w ramach zbrodni katyńskiej. Jego nazwisko znalazło się na tzw. Ukraińskiej Liście Katyńskiej opublikowanej w 1994 (został wymieniony na liście wywózkowej 56/3-83 oznaczony numerem 3198). Ofiary tej części zbrodni katyńskiej zostały pochowane na otwartym w 2012 Polskim Cmentarzu Wojennym w Kijowie-Bykowni. Inne źródła podały jako Zygmunt Czerwiński miał ponieść śmierć w czerwcu 1941 w Łucku.

## Odznaczenie
- Złoty Krzyż Zasługi (9 listopada 1931)[14]